# Arcidiecéze atlantská
Arcidiecéze atlantská (latinsky Archidioecesis Atlantensis) je římskokatolická arcidiecéze na části území severoamerického státu Georgie se sídlem ve městě Atlanta a s katedrálou Krista Krále v Atlantě. Od roku 2020 ji vede arcibiskup Gregory John Hartmayer.

## Stručná historie
Diecézi Atlanta zřídil papež Pius XII. v roce 1956 vyčleněním z Diecéze Savannah-Atlanta, roku 1962 byla povýšena na metropolitní arcidiecézi.

## Církevní provincie

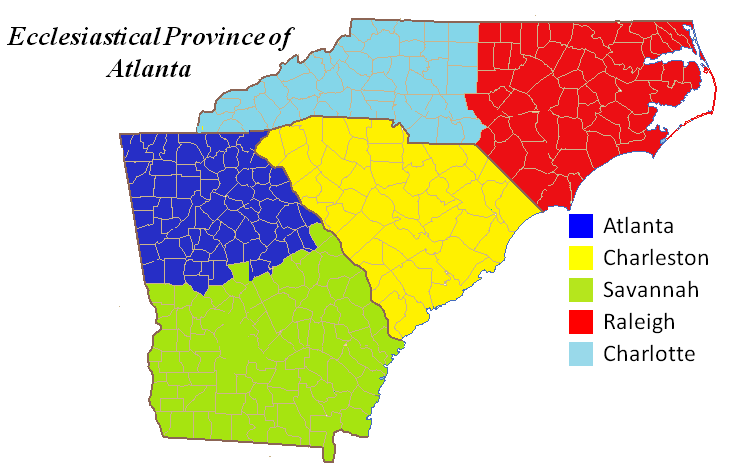
Mapa církevní provincie atlantské

Jde o metropolitní arcidiecézi, která zahrnuje území států Georgie, Severní Karolína a Jižní Karolína a jíž jsou podřízena tato sufragánní biskupství:
- diecéze charlestonská
- diecéze Charlotte
- diecéze Raleigh
- diecéze Savannah